# Neo Magazin Royale

Ehemaliges Logo des Neo Magazin Royale (2015–2018)

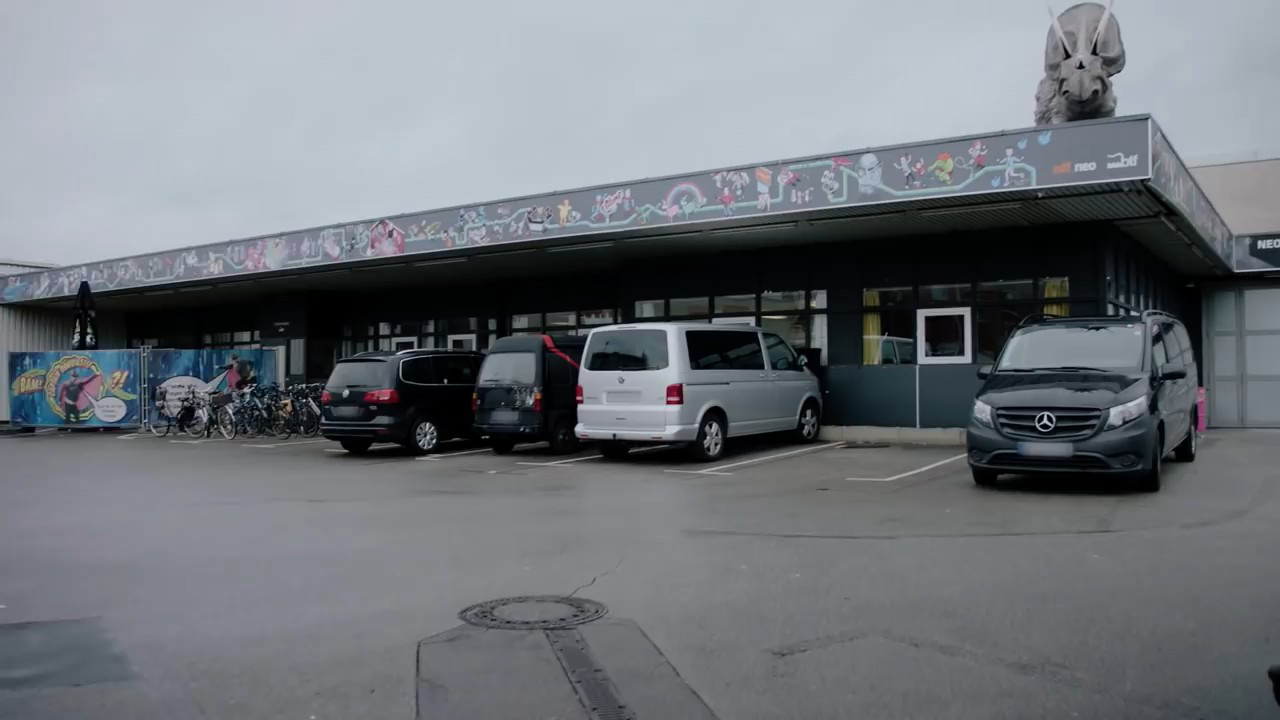
Fernsehstudio „Studio König“ des Neo Magazin Royale (vormals „Teppich König“)

Das Neo Magazin Royale war eine von Jan Böhmermann moderierte satirische Late-Night-Show, die in Köln-Ehrenfeld produziert und zwischen dem 31. Oktober 2013 und 12. Dezember 2019 wöchentlich auf ZDFneo ausgestrahlt sowie in der ZDFmediathek bereits vorab zum Abruf bereitgestellt wurde. Den Namenszusatz Royale trug die Sendung seit dem 5. Februar 2015. Außerdem wurde die Show seitdem in einem größeren Studio produziert und Böhmermann von einer Liveband unterstützt. Des Weiteren wiederholte das ZDF seit der Umbenennung die aktuelle Folge in der Freitagnacht.
Im September 2019 wurde bekannt, dass die Sendung nach sechs Jahren beendet wird und Böhmermann ab November 2020 mit der Nachfolgesendung ZDF Magazin Royale ins ZDF-Hauptprogramm wechselt.

## Konzept
Die Sendung begann zumeist mit dem Intro, manchmal (zumeist nach einer Produktionspause) wurde stattdessen ein Einspielfilm oder eine kurze Anmoderation gezeigt. Nach dem Intro kommentierte Böhmermann satirisch aktuelle Ereignisse (Stand-up). Es folgten zumeist scherzhafte Einspielfilme, Studio-Aktionen oder im Studio vorgeführte Lieder (siehe Rubriken und Inhalte). Zum Ende der Sendung gab es ein kurzes Interview mit dem Gast (seltener den Gästen). Gelegentlich trat Böhmermann nach dem Interview gegen den Gast in einem Spiel an oder es folgte noch ein Auftritt eines Musikers oder einer Band. Am Dienstag nach der Sendung erschien ein Internetspecial mit den Gästen. Darin wurde in der Regel das Spiel oder Interview der letzten Sendung fortgesetzt. Seit die Sendung mit Dendemann & Die Freie Radikale eine eigene Live-Band besaß, spielte diese die Titelmelodie, die zumeist bis zum Auftreten Böhmermanns verlängert wurde. Außerdem wurden oft die Themen des Stand-ups oder der Lieder aufgegriffen und gespielt, während Böhmermann seine Position im Studio wechselte. Seit 2016 war für die Titelmelodie das „Rundfunk-Tanzorchester Ehrenfeld“ zuständig. Die Band wurde von Albrecht Schrader (bis 2019) und Lorenz Rhode geleitet. Seit Oktober 2015 war die Sendung 40 anstatt 30 Minuten lang. Seit der zweiten Staffel wurde die Sendung um weitere 5 Minuten auf 45 Minuten verlängert.
In früheren Staffeln wurde die Sendung zumeist mit einem oft kritischen Kommentar von Sprecher und Schauspieler William Cohn zu aktuellen Ereignissen des Fernsehens oder der vorhergehenden Sendung(en) im Stile von Sendungsansagern begonnen und oft auch beendet. Bis zur Sommerpause 2018 wurden die Gäste mit einem kurzen Einspieler vorgestellt.

### Ursprung des Neo Magazins
Der Sendungstitel als auch einzelne stilistische Merkmale lehnten sich an das bis 1988 von Gerhard Löwenthal moderierte ZDF-Magazin an. Laut Böhmermann lautete dessen Haltung: „Wir sind das Fernsehen. Was wir sagen, ist richtig!“ Eine solche Einstellung wird von ihm ebenfalls an den Tag gelegt.
So wurde die Titelmelodie des ZDF-Magazins, Witold Lutosławskis 1. Satz des Konzertes für Orchester, leicht verändert übernommen und bis zur Winterpause 2014 verwendet. Auch war das Erscheinungsbild teilweise an jenes Magazin angelehnt, wurde im Laufe der Zeit jedoch immer weiter modifiziert und erinnert seit dem Reboot als Neo Magazin Royale und dem Studiowechsel kaum noch an das ZDF-Magazin. Das Intro-Theme wurde grundlegend geändert und setzt sich aus Samples (u. a. Fatboy Slim, The Rockafeller Skank) zusammen, das Lutosławski-Motiv wird am Ende des Vorspanns nur noch kurz angespielt.

## Besetzung
| Cast                             | Folgen                                                           | Beschreibung der Rolle/Bemerkungen                                                                   |
| -------------------------------- | ---------------------------------------------------------------- | --- |
| Jan Böhmermann                   | 1–28, 1–167 (Neo Magazin / Neo Magazin Royale)                   | Anchorman                                                                                            |
| William Cohn                     | 1–28, 1–167 (Neo Magazin / Neo Magazin Royale)                   | Sidekick (bis Folge 34), Darsteller und Sprecher der Einspieler und des Vorspanns, Ensemble-Mitglied |
| Mola Adebisi                     | 4–7 (Neo Magazin)                                                | Notar für das Neo Magazin Stupid Phone                                                               |
| Florentin Will                   | 6–28, 1–167 (Neo Magazin / Neo Magazin Royale)                   | Ensemble-Mitglied, verschiedene Rollen u. a. Beefträger und „Florentin Ulfkotte“                     |
| Jasin Challah                    | 14–28, 1–167 (Neo Magazin / Neo Magazin Royale)                  | Ensemble-Mitglied, verschiedene Rollen u. a. Captain Obvious                                         |
| Manni Laudenbach                 | 23–167 (Neo Magazin Royale)                                      | Scherzanwalt Dr. Christian Witz (Persiflage von Christian Schertz), Neo Magazin Stupid Phone         |
| Dendemann                        | 1–65 (Neo Magazin Royale)                                        | Bandleader/Rapper                                                                                    |
| Hans Meiser                      | 5–77 (Neo Magazin Royale)                                        | Darsteller des „kleinen Mannes“                                                                      |
| Lorenz Feilke                    | 8–167 (Neo Magazin Royale)                                       | „Photoshop Phillip“                                                                                  |
| Larissa Rieß                     | 17–167 (Neo Magazin Royale)                                      | Ensemble-Mitglied                                                                                    |
| Ralf Kabelka                     | 35–151, 167 (Neo Magazin Royale)                                 | Sidekick (bis Folge 136), Ensemble-Mitglied, Ralf Flauscheier (Persiflage von Jan Fleischhauer)      |
| Max Bierhals                     | 46–167 (Neo Magazin Royale)                                      | Autor, verschiedene Rollen u. a. Gedankenspringer                                                    |
| Giulia Becker                    | 50–167 (Neo Magazin Royale)                                      | Ensemble-Mitglied, verschiedene Rollen u. a. Dr. Margot Dokthor                                      |
| Rundfunk-Tanzorchester Ehrenfeld | 48, 65–167 (Neo Magazin Royale)                                  | Musik                                                                                                |
| Albrecht Schrader                | 21 (Neo Magazin) 19, 24, 65–135 (Neo Magazin Royale)             | Leiter des Rundfunk-Tanzorchesters Ehrenfeld                                                         |
| Lorenz Rhode                     | 65–167 (Neo Magazin Royale)                                      | Leiter des Rundfunk-Tanzorchesters Ehrenfeld                                                         |
| Sophie Passmann                  | 94–167 (Neo Magazin Royale)                                      | Ensemble-Mitglied                                                                                    |
| Charlie Schrein                  | 104, 113, 118, 122, 126, 135, 148, 153, 167 (Neo Magazin Royale) | Darsteller Young Böhmermann                                                                          |
| Alex Werth                       | 136–167 (Neo Magazin Royale)                                     | Leiter des Rundfunk-Tanzorchesters Ehrenfeld                                                         |

## Rubriken und Inhalte
Das Neo Magazin Royale beinhaltete wiederkehrende Rubriken, die entweder im Studio durch Böhmermann (manchmal unter Einbezug des Ensembles) stattfanden, aus Einspielfilmen oder beidem bestanden. Bei den Rubriken im Studio wurde häufig auch das Publikum mit einbezogen. Oft wurden diese durch ein eigenes Intro eingeleitet und durch ein Outro beendet. Wiederkehrende Einspieler besaßen in der Regel ebenso ein Intro. Viele wurden mit der Umbenennung zum Neo Magazin Royale leicht überarbeitet und mit neuen Endbildern versehen, welche den Rubrikennamen zeigen. Daneben existierten verschiedene Formate ohne eigenes Intro, die unregelmäßig wiederkehrten.

### Wiederkehrende Rubriken
Diese Rubriken waren ein regelmäßiger Bestandteil der Sendung, oft schon seit der ersten Staffel des Neo Magazins.

Prism Is a DancerBöhmermann machte Zuschauer im Publikum auf ihre Präsenz im Internet aufmerksam, die vorher recherchiert wurde. Zumeist erhielt der Teilnehmer nach der Darstellung seiner Präsenz ein passendes Geschenk oder wird in eine thematisch passende Studio-Aktion einbezogen. Der Titel der Rubrik war eine Verballhornung von Rhythm Is a Dancer von Snap!, verwendete den Refrain auch als Jingle und spielte auf das im Zuge der Überwachungs- und Spionageaffäre 2013 bekannt gewordene NSA-Programm PRISM an.
In der Weihnachtsausgabe 2015 wurde die Rubrik „Chrism Is a Santa“ (etwa: „Christentum ist ein Weihnachtsmann (Santa Claus)“) genannt. Die Weihnachtsausgabe 2014 hieß „Chrism Is a dancer“.
Seit 2017 beschäftigen sich einzelne Folgen unter dem Titel „Lass dich überwachen – Die Prism Is A Dancer Show“ komplett mit diesem Format. Ab 2018 wurde eine eigenständige Show unter gleichnamigem Titel ausgestrahlt.
Zusätzlich existierte die Rubrik Quizzen mit Prism, bei der diverse Fragen über Personen im Publikum beantwortet werden mussten.
Drehscheibe InternetBöhmermann stellte zuerst das ASCII-Zeichen der Woche vor, danach folgt zumeist ein Top-5-Ranking verschiedener Themen im Internet (z. B. die fünf besten animierten GIF-Bilder oder die fünf beliebtesten WLAN-Namen). Oft wurde nach dem ASCII-Zeichen der Woche ein weiteres Ding des Monats vorgestellt wie das Emoji des Monats oder die Funktionstaste des Monats.
Trendvulkan MitteDie „heißesten“ (jedoch fiktiven) Trends aus Berlin-Mitte wurden präsentiert. Außerdem wurde jeweils ein männlicher und weiblicher Publikumszuschauer gezeigt, der angeblich den neuesten „Look“ aus Mitte trägt, der von Böhmermann kommentiert wurde. Zudem wurden (ebenfalls fiktive) Jugendwörter vorgestellt, die sich auf geschichtliche Ereignisse bezogen.
Entscheide Dich!Böhmermann und der Gast oder die Gäste mussten Entweder-oder-Fragen, die aus einem Hut gezogen werden, beantworten. Die Fragen bestanden häufig aus Wortspielen und hatten oft Bezug zu aktuellen Ereignissen oder Prominenten.
Bastel BrothersMarcel Magic und Simon Spectacular präsentierten in kurzen Clips einfache Bastelideen. Diese bestanden zumeist aus Alltagsgegenständen und ähneln mit viel Fantasie dem, was sie darstellen sollen. Beispiele sind ein Bobby Car, mit Klebeband am Rücken befestigt, als Transformers-Kostüm oder ein Tampon, an einer Damenbinde festgetackert, als Schmetterling. In einer Sendung wurden mehrere Ideen gezeigt, unterbrochen von kurzen Moderationen seitens Böhmermann. Die Rubrik ist inspiriert durch "Bill Tull's Tips" aus der US-Late-Night-Show Conan.
Jede Ausgabe trug einen speziellen Untertitel (z. B. „Alaaf-Edition“ oder „Zwischen-den-Jahren-Edition“).
Marcel Magic und Simon Spectacular (eigentlich Marcel Lenz und Simon Rupieper) waren beide als Szenenbildner bei der Sendung tätig.
Es existiert ein eigener Twitter-Account der Bastel-Brothers, in dem zumeist die Clips der Sendung als animiertes Bild getweetet werden.
Photoshop PhilippPhotoshop Philipp, ein stereotyper Nerd, erstellte – untermalt von einem von Böhmermann gesungenen Lied – verschiedenste Druckwerke mithilfe der Bildbearbeitungssoftware Adobe Photoshop. Der Inhalt parodierte reale Werke, zum Beispiel aus Zeitschriften.
In Folge -990 (Neo Magazin Royale Folge 2x10) wurden als Eltern „MS-DOS Manfred“ und dessen 286er vorgestellt.
In Folge 67 kam „Flash Player Fabian“ vor.
Böhmermann und die Jadebuben, Neo Magazin Royale NerdchorJan Böhmermann sang ein Stück eines bekannten Rappers, welches a cappella zusammen mit einem Männerchor vorgetragen wurde.
Der kleine MannHans Meiser als „kleiner Mann“ im Anspitzer auf Böhmermanns Schreibtisch diskutierte mit diesem über aktuelle Themen. Dabei übernahm Meiser unreflektiert und bis auf ein Stammtischniveau zugespitzt aktuelle Standpunkte der Medienlandschaft. Während Böhmermann dies mit Fakten zu widerlegen versuchte, wich Meiser nicht von seinen Ansichten ab und reagierte mit Unverständnis auf diese Erwiderungen. Oft ändert Meiser seine Aussagen und Positionen zwischen den Ausstrahlungen. Meiser beendet das Gespräch zumeist mit den Worten „armes Deutschland, armes Deutschland“. Die Produktionsfirma setzte die Zusammenarbeit mit Meiser im Mai 2017 aus, als bekannt wurde, dass dieser für ein Onlineportal, das rechtspopulistische Verschwörungstheorien verbreitet, Spots eingesprochen hat.
Der Beef-TrägerFlorentin Will als Beef-Träger stellte Jan Böhmermann im Studio die aktuelle Post zu. Hierbei handelte es sich nicht um normale Briefe, sondern um Kommentare, die gegen Böhmermann gerichtet waren (sogenannter Beef). Nach Erklingen eines Samples des Liedes Please Mr. Postman von den Marvelettes folgte ein übertrieben gespielter Dialog zwischen Will und Böhmermann, welcher seine Überraschung ausdrückte. Böhmermanns Frage, ob denn auch Beef für ihn dabei sei, bejahte Will und präsentierte daraufhin den Beef, zumeist ein Brief oder ein anderes Medium, einschließlich dessen Absenders und einer kurzen Inhaltsangabe des Beefs. Böhmermann beantwortete diesen zumeist mit Tinte und Feder.
Viral oder EgalFlorentin Will als „Klickmillionär“ ließ die Aufrufzahlen von YouTube-Videos raten. Jan Böhmermann trat gegen den/die jeweiligen Gast/Gäste an.
Alarmstufe PrintBöhmermann stellte vermeintlich aktuelle Entwicklungen in der Zeitschriftenbranche vor. Hierbei diente ein aktuelles Heft einer Zeitschrift als Vorlage, von dem aus in der Regel fiktive Nachahmer gezeigt und diskutiert wurden.
Entweder-oder-SpieleBöhmermann und der jeweilige Gast bekamen von einem Ensemble-Mitglied Entweder-oder-Fragen gestellt, deren Antwort erraten werden musste. Wer die meisten Fragen richtig beantwortete, hatte gewonnen. Das Prinzip wurde mit diversen Themen gespielt, so musste z. B. bei Personen entschieden werden, ob diese „Moderator oder Mörder?“, „Schlagersänger oder Serienkiller“ oder „tot oder nicht tot?“ sind. Das Fragenthema wurde zumeist an den Gast angepasst.

### Parodien
Einspieler, die sich explizit auf ein oder mehrere reale Vorbilder im Fernsehen oder Internet beziehen.
Williams InterneteckeWilliam Cohn stellt in dieser Rubrik das Internet im Stile der 1990er-Jahre vor. Hierbei geht er auf Internetphänomene ein – etwa die Nyan Cat oder das Star Wars Kid –, indem er diese selbst nachspielt. Von einem Video der Nyan-Cat-Parodie existiert eine 10-Stunden-Version, welche allerdings nur 9 Stunden und 21 Minuten lang ist.
Wahre Fakten mit Florentin UlfkotteFlorentin Will klärt im Stil der Mysterysendung X-Factor: Das Unfassbare den Zuschauer über angeblich wahre Fakten und deren Zusammenhänge auf, die auf Verschwörungstheorien und Halbwahrheiten beruhen. Die meisten „wahren Fakten“ sind hierbei von kleinsten Indizien abgeleitet. Die Beweisketten enden so immer mit Michelle Obama. Will spricht Englisch und synchronisiert sich in einem Voiceover selbst ins Deutsche. Der Name des Charakters ist eine Anspielung auf den Journalisten und Verschwörungstheoretiker Udo Ulfkotte.
Das digitale QuartettVier ältere, großbürgerlich gekleidete Schauspieler spielen in einem antiken Schlosszimmer sitzend echte Diskussionen aus dem Internet (wie z. B. YouTube-Kommentare) nach. Dabei wird im Voraus darauf hingewiesen, dass die Texte sowohl inhaltlich als auch grammatikalisch unverändert seien.
heute−William Cohn parodiert die heute+-Sendung im Stil der 1980er Jahre. Das Zielpublikum von heute− seien Zuschauer über 40 Jahre.
Eier aus StahlBöhmermann kommentiert sachlich, aber mit ironisch-sarkastischem Unterton das Wirken einer Person mit Bezug auf ein aktuelles Thema, wie etwa Campino und das Band-Aid-Projekt oder Tom Beck und sein Wirken auf YouTube. Hierbei wird rechts neben Böhmermann eine Stahlwand mit verschiedenen Darstellungen eingeblendet. Diese Darstellungen zeigen thematisch passende Bilder der genannten Personen oder Fakten, die Böhmermanns Kommentar ergänzen oder bewusst widersprechen. Oft existiert eine Ton-Bild-Schere zwischen den Darstellungen und Böhmermanns Redebeiträgen, welche zumeist auf die eigentliche Meinung Böhmermanns oder die öffentliche Wahrnehmung zum jeweiligen Thema abzielen. The Colbert Report mit seinem Segment „The Word“ diente hier als Vorbild.
Nach der Ausgabe über das Band-Aid-Projekt wurden die Kommentare dazu zu einem Diss-Track im Rahmen der Rubrik Neo Wagazin verarbeitet.
Seit Staffel 2 des Neo Magazin Royale existieren fast identische Rubriken mit den Namen „Neo Magazin Royale – Universalwörterbuch, Deutsch – German, German – Deutsch“, „Die Neo Magazin Royale Tele-Lupe“ und „Bewusst verletzend“. Hierbei unterscheidet sich nur das Intro sowie das Aussehen der eingeblendeten „Wand“, jedoch mit Fokus auf andere Themen wie die deutsche Sprache oder das Fernsehen im Allgemeinen.
Die FernsehnothilfeNach dem Motto „Wir haben die Ideen, die haben die Quote“ wird versucht, durch das Team des Neo Magazin Royale produzierte oder veränderte Videos in andere Sendungen einzuschleusen, sodass diese die wahre Quelle nicht erkennt. Nach Ausstrahlung der Sendung wird diese Rubrik ausgestrahlt und das (teils fiktive) Making-of des Videos gezeigt und das Neo Magazin gibt sich als Urheber aus. So wurde bei TV total eine angebliche chinesische Kopie von dessen Sendung, insbesondere der Rubrik Blamieren oder Kassieren (Sendung 17) eingeschleust, welche jedoch komplett durch das Neo Magazin produziert wurde. Diese Rubrik wurde bislang häufig von anderen Medien rezipiert. Siehe dazu #Varoufake und #Verafake.
@therealfuehrerParodie verschiedener YouTuber und deren Formate sowie der Person Adolf Hitlers durch Böhmermann. Böhmermann als stereotyper Hitler, genannt Adi, präsentiert im Stil des parodierten YouTubers oder der parodierten YouTuber mit dem Vokabular und der Weltanschauung des Dritten Reiches verschiedene Produkte oder Orte, die ebenfalls Parodien sind. Hitler wird dabei als stereotyper YouTuber inszeniert, welches sich durch viele erfüllte Klischees (IKEA-Regal gefüllt mit verschiedenen Produkten, Longboard) zeigt.
Es existiert ein eigener Twitter-Account mit den Namen therealfuehrer, welcher ebenfalls vom Neo Magazin Royale betrieben wird.
William will’s wissenWilliam Cohn möchte die Fernsehwelt fernab des Neo Magazin Royale erkunden und ist dazu Gast in verschiedenen ZDF-Sendungen (z. B. im aktuellen sportstudio, dem heute-journal und dem Morgenmagazin). Dann übernimmt Cohn auch kurze Sprechparts in der Sendung.
Böhmi brutzeltBöhmermann kocht gemeinsam mit dem Gast der Sendung im Stile klassischer Kochsendungen. Dabei sind die Titelmusik und das Rubriken-Logo der einstigen ZDF-Reihe Lanz kocht! entnommen.
Rieß mal NeoLarissa Rieß führt ein Exklusivinterview mit Parodien aktueller Politiker.
Zini das WuslonDie Figur entstammt der Kindersendung Spaß am Dienstag und wird von Böhmermann stets als Experte für politische Themen angekündigt und entsprechend seriös von ihm interviewt. Der Humor ergibt sich aus den derben Antworten Zinis, welche Böhmermann ausschweifend wie ausgefallen beleidigen und einen stark polemisierten rechtsradikalen Hintergrund erkennen lassen. Ferner erwähnt Zini des Öfteren seinen umfangreichen Drogenkonsum.
Dicke Titten – das GleichberechtigungsmagazinBöhmermann und Giulia Becker bringen aus Anlass der Absetzung von ML Mona Lisa „eine Plattform, die beide Geschlechter mal zu Wort kommen lässt.“ Anlässlich des Weltfrauentages wurde die Rubrik 2018 erneut produziert. Dieses Mal war jedoch Sophie Passmann die Gegenspielerin von Böhmermann.
Verbrannte Erde mit Florentin W.Parodie auf investigative Beiträge von Reportage-Magazinen mit Florentin Will als Reporter. Es werden dabei übertrieben dramatisiert alltägliche Abläufe hinter den Kulissen der Sendung aufgezeigt, wobei Will das Thema ausschließlich kritisch gegenüber dem Neo Magazin Royale darlegt. Die dargestellten Sachverhalte sind häufig sehr absurd und die dargestellten Akteure der Sendung überheblich gegenüber dem Reporter. Böhmermann flüchtet zum Schluss immer vor seiner Stellungnahme mit unterschiedlichen Fortbewegungsmitteln.
Dr. Internett – Internetseelsorge mit William DomainParodie auf Dr. Sommer und Jürgen Domian durch William Cohn. Dieser liest Fragen aus diversen Internetforen vor und beantwortet diese häufig sexuell anzüglich im Stil von Domian.
Aktenzeichen http ungelöstParodie auf Aktenzeichen XY … ungelöst. William Cohn als „Capslock Holmes“ präsentiert angebliche Verbrechen aus dem Internet. Die Sendung ist im Stil der 1980er Jahre (z. B. mit Fax und Telefon mit Wählscheibe) gehalten. Am Ende bittet Cohn die Zuschauer immer um Hilfe, damit der angebliche Fall gelöst wird.
Young BöhmermannJan Böhmermann zeigt seine Kindheit und seine frühere Schullaufbahn. Angelehnt ist das Format an Young Sheldon. Dabei werden auch andere Personen aus dem Neo-Magazin-Royale-Ensemble wie z. B. Larissa Rieß, Florentin Will, Ralf Kabelka oder auch Joko und Klaas und Campino erwähnt oder in kindlicher Form dargestellt. Außerdem gibt Böhmermann genau wie in der US-Serie seine Gedanken und Meinungen über die früheren Ereignisse wieder.
TKKabelkaParodie auf TKKG mit Ralf Kabelka und seinen Mitstreitern als Detektivbande. Die erwachsenen Darsteller lösen einfache Detektiv-Fälle. Sie verhalten sich dabei wie Kinder und ignorieren offensichtliche Fakten, verstricken sich in Kleinigkeiten und lösen den Fall oft auf einfache Art und ignorieren dessen Konsequenzen.
Die ZDF-Tierkritik mit Dr. Margot DokthorGiulia Becker als Dr. Margot Dokthor kritisiert Tierarten. Es wird davon ausgegangen, dass die Tiere sich wie Menschen verhalten sollen, folglich werden deren Nicht-Fähigkeiten aufgezählt und schließlich deren Existenzberechtigung in Frage gestellt. Es wird hierbei Bezug auf diverse Wissenssendungen und Kommentatoren genommen.
Berlin Bundestag & NachtParodie auf Berlin – Tag & Nacht. Es wird eine fiktive Politiker-Wohngemeinschaft, (u. a. mit Angela Merkel und Horst Seehofer) dargestellt. Dabei werden aktuelle politische und gesellschaftliche Themen aufgegriffen.
Riess’ KosmosParodie der Wissenschaftssendung Leschs Kosmos. Larissa Riess erklärt während einer Live-Übertragung mit Jan Böhmermann verschiedene Phänomene des Alltags. Dabei wechselt Riess übertrieben oft und schnell ihre Kleidung und den Hintergrund.
Brettspiele-ParodienEs handelt sich um diverse Brettspiele, die mit dem Gast gespielt werden und thematisch auf diesen angepasst werden, beispielsweise eine Parodie auf Monopoly mit dem Namen Münüpülü, welches thematisch und regeltechnisch auf die politische Situation in der Türkei angepasst ist, sodass die meisten Ereigniskarten zum Gang in das Gefängnis verpflichten, welches nur mit einem als Putsch bezeichneten Pasch verlassen werden kann.
Wer bin ich?Im Spiel, der berühmten ehemaligen Spielshow Wer bin ich? nachempfunden, geht es darum, eine Person zu erraten. Jan Böhmermann und sein Gast haben jeweils ein Stirnband mit dem Bild eines Prominenten aus dem Business des Gastes, welches sie nicht sehen können. Durch Fragen an den Gegner, die nur mit „ja“ oder „nein“ beantwortet werden dürfen, müssen sie die Person auf ihrem Stirnband erraten. Dies machen sie solange, wie der Gegner mit „ja“ antwortet, bei „nein“ wechselt der Spieler. Wer zuerst die Person errät, hat gewonnen.
Herzbeben – Wer ist der Coolste?Im Spiel, benannt nach einem Song von Helene Fischer, geht es für die Kandidaten darum, bei verschiedenen Situationen einen möglichst ruhigen Puls zu haben.
Wer kostet die WeltIm Spiel, dem Film Was kostet die Welt nachempfunden, geht es für Böhmermann und den Gast darum, aus verschiedenen Gegenständen, die vor ihnen auf zwei Tischen liegen, die essbaren zu erraten. Die gewählten Gegenstände müssen ohne Berührung angebissen werden, um den Tipp zu bestätigen. Die Gegenstände werden von Ralf Kabelka als Kellner serviert.
Google-DuellParodie auf das Familien-Duell mit Google-Suchanfragen. Die Kandidaten müssen die Enden eines Satzes erraten, dessen Anfang bei der Suchmaschine Google eingegeben wurde. Jeder Kandidat hat die Möglichkeit, dreimal etwas Falsches zu antworten, dann hat der Gegner gewonnen. Hierbei geht es nicht um die genaue Übereinstimmung, sondern um bestimmte Schlagworte, die vorkommen müssen. Insgesamt gibt es pro Aufgabe fünf Lösungen, die von der Redaktion ausgewählt wurden.
WerbungParodie auf Werbeblöcke oder einzelne Werbespots.
ZDF-FernsehtheaterBöhmermann und der Gast stellen Szenen aus Pseudo-Dokus oder Reality-TV-Sendungen im Stile eines Theaters nach.
Let’s go! StartupVorstellung fiktiver Start-Ups, wobei vor allem die Start-Up-Mentalität der dargestellten Gründer überhöht ist.
Gedankensprünge mit Max BierhalsParodie von Max Bierhals auf Kolumnen und Kommentare diverser Medien. Bierhals kommentiert mit vorgetäuschtem Zusammenhang aus dem Off diverse Themen des Tagesgeschehens, während er Aktivitäten ausführt, die widersprüchlich zum Grundton des gesprochenen Textes sind.

### Zusatzrubriken (nur im Internet verfügbar)
Diese Rubriken können nur in der ZDFmediathek und auf YouTube aufgerufen werden (genannt „webexclusive“) und sind kein Bestandteil der eigentlichen Sendung. Häufig werden auch einzelne Rubriken und Parodien, zusätzlich zur Sendung, ausschließlich online veröffentlicht.
Die große Kommentare-Kommentier-ShowBöhmermann liest oft hasserfüllte Kommentare aus verschiedenen Quellen über die Sendung oder seine Person vor und gibt ein kurzes Statement dazu ab. Er befindet sich hierbei in einer Wohnzimmerkulisse im Stil der 1950er- bis 1970er-Jahre. Diese Rubrik ist stark an entsprechende YouTube-Formate angelehnt und ist jeweils dienstags nach der Sendung verfügbar.
Diese Rubrik besaß bis zum 19. Februar 2014 kein eigenes Intro und wurde im Studio zusammen mit dem Gast aufgenommen und am Folgetag der Sendung online gestellt. Ab dem 20. Februar 2015 (Episode 28) wurde die Rubrik komplett zur jetzigen Form umgestaltet. : Seit Staffel 2 des Neo Magazin Royale wurde diese Rubrik durch Das Urteil ersetzt.
FAQjanZuschauer stellen unter dem gleichnamigen Hashtag Fragen an Böhmermann, welcher diese in irgendeiner Form beantwortet (siehe FAQ). Diese Rubrik erscheint unregelmäßig.
Das UrteilBöhmermann liest Kommentare zur Sendung vor und fällt am Schluss ein Urteil über die Sendung unter Einbeziehung sämtlicher Bestandteile.
Das Orakel von SelfieBöhmermann schließt von einem eingesendeten Selfie aus auf Eigenschaften und Charakter der abgebildeten Person.
Das GeekchesterBöhmermann und ein Gast-Musiker bzw. eine Gast-Band performen einen Song mithilfe von zu Instrumenten umgebauten Computerteilen wie Disketten, Scanner oder Nadeldrucker.
Behind the ScenesDokumentation über Prozesse, die zur Entstehung der Sendung führen. So werden u. a. der Ablauf des Rundfunktanzorchesters, der Abläufe im Studio oder der Ausstattung dargestellt.

### Wetten, dass..?
Das ZDF kündigte am 11. Oktober 2016 an, dass eine Sonderausgabe des Neo Magazin Royale mit dem Untertitel Wetten, dass..? produziert werde. Die Show wurde als Aufzeichnung aufgeteilt auf zwei Sendetermine am 13. und 20. Oktober 2016 gezeigt. Als Gäste waren das Model Eva Padberg, der Politiker Jens Spahn, der Moderator Ulrich Wickert, der Musiker DJ Bobo und der Rapper Eko Fresh anwesend.

## Produktion und Veröffentlichung
- Die Sendezeit betrug bis zum 22. Oktober 2015 rund 30 Minuten und wurde zu diesem Zeitpunkt um 10 Minuten verlängert. Seit dem 4. Februar 2016 wurde die Sendezeit auf rund 44 Minuten verlängert.[19][20]
- Der Sprecher der Sendung William Cohn wirkte bereits bei Roche & Böhmermann mit und war ab Folge fünf des Neo Magazin und bis Folge 34 des Neo Magazin Royale zudem der Sidekick Böhmermanns.
- Erstmals am 21. November 2013 lief zeitgleich auf EinsPlus die ebenfalls von Jan Böhmermann moderierte Lateline. Zum Jahresende 2013 beendete Böhmermann seine Tätigkeit bei der Lateline.
- Neben dem offiziellen Twitter-Account der Sendung werden weitere Konten betrieben. So haben etwa die Bastel Brothers, das Neo Wagazin, Adi (in Anspielung auf Sami Slimani) und neoleaks (in Anspielung auf WikiLeaks) eigene Twitter-Accounts. Diese sind allerdings mindestens seit Mai 2018 nicht mehr aktiv.[12]

## Kontroversen

### #Varoufake
Im März 2015 löste die Sendung durch einen satirischen Beitrag eine öffentliche, teils politische Kontroverse aus, als behauptet wurde, ein von Günther Jauch in dessen Sendung präsentiertes Video, auf dem der damalige griechische Finanzminister Yanis Varoufakis den Stinkefinger zeigt, sei vom Neo-Magazin-Royale-Team manipuliert worden.
Später stellte sich heraus, dass das Video echt war, was auch von den Organisatoren des Subversiv-Festivals in Zagreb, wo das Video entstand, bestätigt wurde. Das ZDF betonte, dass es sich bei der Sendung um Satire handle. Viele Kommentatoren sahen in der Aktion eine geniale Mediensatire. Die Wiener Zeitung Online schrieb, es sei „der wahrscheinlich genialste PR-Coup der TV-Geschichte“ gelungen. Böhmermann sei das Kunststück gelungen, „in einem Aufwaschen den Alibi-Journalismus der TV-Talkshows ebenso lächerlich zu machen wie die empörungsgetriebene Berichterstattung der Online-Medien“. Für diesen satirischen Beitrag wurde in der Kategorie „Innovation“ der Grimme-Preis 2016 verliehen.

### Ich hab Polizei
Der von Böhmermann gesungene satirische Rapsong Ich hab Polizei, dessen Musikvideo in der Ausgabe am 26. November 2015 unter dem Künstlernamen POL1Z1STENS0HN veröffentlicht wurde, fand in den Medien ein breites Echo und wurde kontrovers diskutiert. Das Lied stand in der ersten Woche auf Platz sechs des Download-Rankings von GfK Entertainment. In den deutschen Singlecharts stieg es am 4. Dezember auf Platz 10 ein.

### Erdoğan-GedichtSchmähkritik
Die Sendung vom 31. März 2016 wurde nur wenige Stunden nach Veröffentlichung in der Mediathek wieder entfernt. Begründet wurde dieser Schritt damit, dass das von Böhmermann vorgetragene Gedicht Schmähkritik auf den türkischen Präsidenten Recep Tayyip Erdoğan nicht den Ansprüchen des ZDF an Satire bzw. Parodie entspreche. Videos des Beitrags, die von Dritten auf der Internetplattform YouTube veröffentlicht wurden, wurden ebenfalls seitens des ZDF entfernt. Zuvor hatte die Produktionsfirma bildundtonfabrik behauptet, dass die Sendung wegen technischer Probleme nicht abrufbar sei. In der Wiederholung im ZDF in der Nacht vom 1. April 2016 wurde eine um 4:41 Minuten gekürzte Fassung gesendet. Am 2. April 2016 wurde die Sendung in dieser gekürzten Fassung wieder in die Mediathek eingestellt.
Die Reaktionen in Politik und Presse reichten von Kritik an Böhmermanns Gedicht über den Vorwurf der Selbstzensur wegen der Entfernung des Beitrages aus der Mediathek durch das ZDF und Kritik an der gemeinsamen Bewertung durch Angela Merkel und Erdoğan bis zur Anerkennung für ein Spiel Böhmermanns mit Grenzen von Satire. Das Gedicht war Anlass sowohl strafrechtlicher als auch zivilrechtlicher Gerichtsverfahren.

### #Verafake
In der Sendung vom 12. Mai 2016 gab Böhmermann unter dem Hashtag #verafake bekannt, einen Kandidaten in die von Vera Int-Veen moderierte RTL-Sendung Schwiegertochter gesucht eingeschleust zu haben. Bei dem in der Sendung vom 10. April 2016 als 21-Jährigen vorgestellten Kandidaten Robin handelt es sich um den 30-jährigen Schauspieler Simon Steinhorst. Dessen vermeintlicher Vater René wurde von dem 55-jährigen Darsteller Andreas Schneiders verkörpert. Das Team des Neo Magazin Royale (benannt „Team Royaleraff“ in Anlehnung an die RTL-Produktion Team Wallraff – Reporter undercover) hatte eine Wohnung im Ruhrgebiet gemietet und diese passend zum Kandidaten ausgestattet. Bei dem daraufhin gezeigten Bericht, der die Arbeiten der Produktionsfirma mit versteckten Kameras zeigte, wurde unter anderem bekannt, dass die Kandidaten für die 10 bis maximal 30 Drehtage eine Aufwandsentschädigung von insgesamt 150 Euro bekommen sollten. Im Gegensatz verlange RTL von Werbetreibenden bis zu 90.000 Euro pro Minute in der entsprechenden Sendezeit. Zusätzlich müssten Kandidaten eine eidesstattliche Versicherung abgeben, dass sie sich im Vollbesitz ihrer geistigen Fähigkeiten befinden. Obwohl der vermeintliche Vater angab, jeden Tag acht Flaschen Bier zu trinken, vermerkte die Redakteurin im Fragebogen, dass er nicht täglich Alkohol konsumiere. Den unterschriebenen Vertrag erhielten die vermeintlichen Bewerber erst nach Ausstrahlung der Sendung – rund zwei Monate nach dessen Unterzeichnung – zurück.
Auf Nachfrage des Medienmagazins DWDL.de gab RTL-Sprecher Christian Körner an, dass zunächst die ausgestrahlte Folge geprüft und bei Bedarf Rücksprache mit den Produzenten gehalten werden solle, bevor man die Angelegenheit kommentiere. RTL entfernte daraufhin am 13. Mai 2016 die den eingeschleusten Kandidaten betreffende Sendung aus seiner Mediathek.
Infolge der Enthüllung leitete die Niedersächsische Landesmedienanstalt (NLM) eine Vorprüfung ein. NLM-Direktor Andreas Fischer kritisierte: „Die Art und Weise, wie die Produktionsfirma Verträge mit den Kandidaten abschließt und sie dabei bedrängt, erinnert stark an Haustürgeschäfte.“ Die NLM habe daher den Vertrag angefordert, den die Produktionsfirma Warner Bros. International Television Production Deutschland mit den Kandidaten der Sendung abschließt.

## Videospiele
Am 16. Dezember 2015 veröffentlichte die Bildundtonfabrik den nach eigenen Angaben ersten Teil einer Videospielreihe zur Fernsehsendung mit dem Titel Das Neo Magazin Game Royale – Jäger der verlorenen Glatze. Es wurde von ZDF Enterprises lizenziert und im Rahmen des Staffelfinales der ersten Staffel des Neo Magazin Royale offiziell in der Sendung vorgestellt.
Das zweite Spiel The Secret of Jannis Island folgte ein Jahr später am 15. Dezember 2016 als Browserversion. Versionen für Smartphones und alle gängigen Betriebssysteme folgten am 22. Dezember 2016.
Beide Spiele sind für Android, iOS, Microsoft Windows und Mac OS X verfügbar. Während das erste Spiel kostenfrei heruntergeladen werden kann, kosten die Android- und iOS-Version 1,99 Euro, die Steam- und macOS-Version des zweiten Spiels 4,99 Euro. Die Spieldauer wird mit bis zu drei Stunden angegeben, in der Praxis liegt dieser Wert aber darunter.
Es handelt sich bei den beiden Spielen um ein Point-and-Click-Adventure im Stile eines Retro-Games, welches mit der Maus oder dem Touchscreen gesteuert werden kann. Man steuert darin den Moderator Jan Böhmermann.
Das dritte Spiel Jump & Jan wurde am 5. September 2019 für Browser und am 12. September für iOS und Android veröffentlicht, hierbei steuert man ebenfalls Böhmermann.

### Game Royale – Jäger der verlorenen Glatze

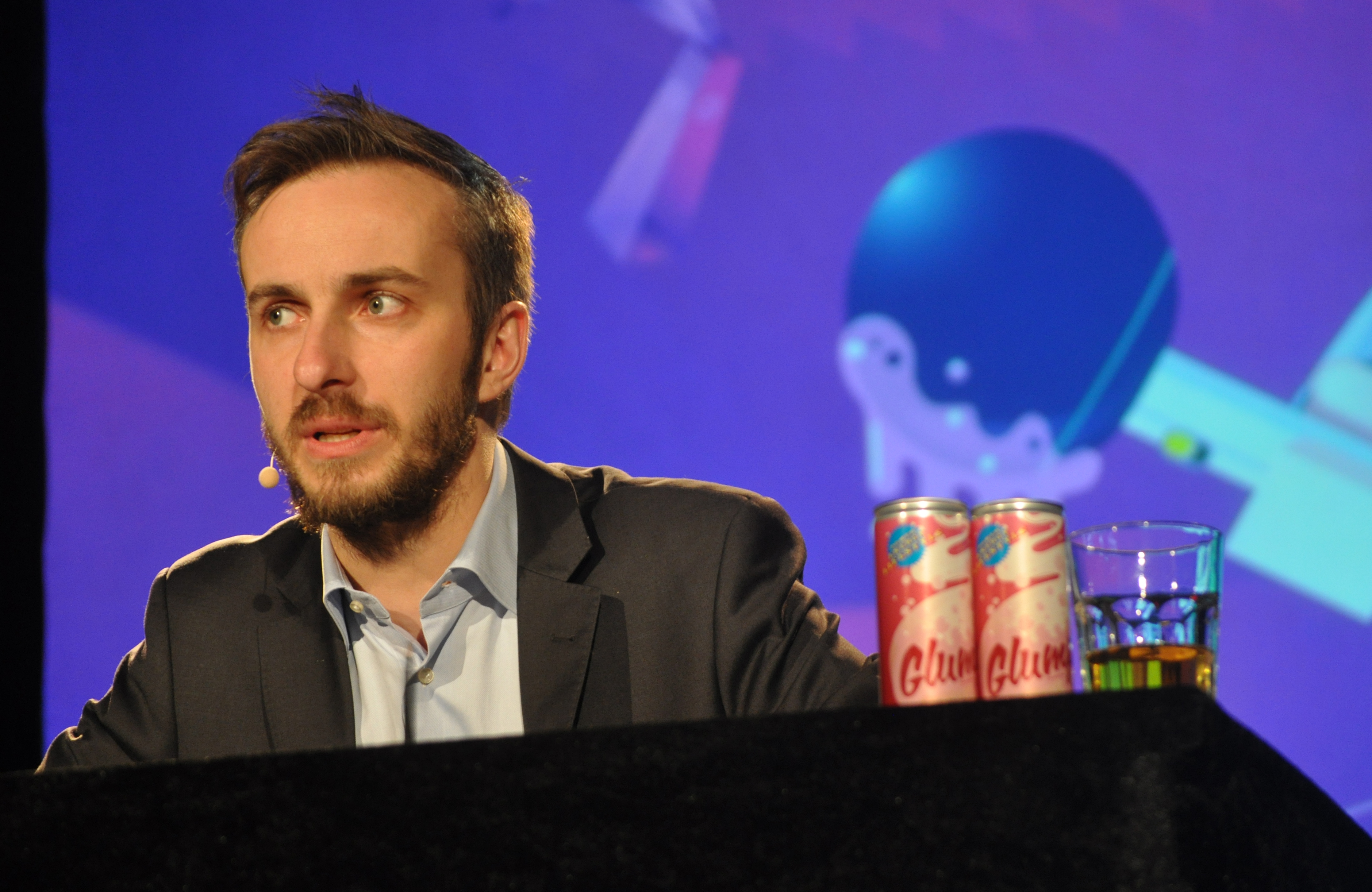
Böhmermann mit „Glump“-Getränkedosen (2014)

Jan Böhmermann muss kurz vor Beginn der Sendung das Sendungsbuch zu William Cohn bringen; dieser ist jedoch nicht auffindbar. Böhmermann findet Cohn im Quotenkeller. Dieser hat sich mit Glump-Alkoholcola ins Koma getrunken. Damit er an der Sendung teilnehmen kann, muss der Spieler alle Gegenstände für ein Konterglump finden und dieses zusammenmischen. Dabei trifft man während des Spiels auf einige bekannte Charaktere aus der Sendung, wie den Beefträger, Captain Obvious, die Bastelbrothers oder den POL1Z1STENS0HN. Untermalt wird das Spiel durch viele Anspielungen auf die Sendung und Witze von Böhmermann.
Das Spiel endet mit einem Cliffhanger: Böhmermann wird unmittelbar vor Beginn der Sendung entführt und mit einem Erpresserbrief fordern die Entführer 1 Milliarde Euro vom GEZ-Überschusskonto.
Der Name „Glump“ wurde als Anspielung auf den unter anderem im Bairischen gebräuchlichen gleichlautenden Ausdruck für einen nutzlosen Gegenstand gedeutet.

### Game Royale – The Secret of Jannis Island
Der zweite Teil des Spiels setzt unmittelbar am Ende des ersten Teils an. Böhmermann erwacht ohne jegliche Erinnerung auf einer verlassenen Südseeinsel.
In einer Nebenhandlung steuert man William Cohn, der seinen Freund retten möchte.

### Game Royale 3 – Jump & Jan
Der dritte Teil des Spiels ist entgegen der Vorherigen ein Jump ’n’ Run durch diverse Welten im Kosmos des Neo Magazin Royale, wie das Studio, den Cyberspace oder die Inselwelt der vorherigen Spiele. Der Spieler sammelt dabei Rundfunkbeiträge ein und muss diverse Fernsehgrößen (wie Frank Elstner) besiegen.
Hierbei treten neben Böhmermann und Cohn auch Gronkh und „Zini das Wuslon“ auf.

## Spezialausgaben
- Wetten, dass..? (13. und 20. Oktober 2016)
- Grab US by the Pussy – Amerika ungewaschen (3. November 2016)
- Letzte Stunde vor den Ferien (22. Juni 2017)
- Unternehmen Reichspark (16. November 2017)
- Oh, wie schön ist Ehrenfeld! (10. Mai 2018)
- Young Böhmermann (18. Oktober 2018)
- Ehrenfeld ist überall (25. April 2019)
- Neo Magazin Royale History (27. Februar und 5. März 2020)

## Auszeichnungen
- Grimme-Preis
  - 2014: Preisträger in der Kategorie Unterhaltung[45]
  - 2016: Preisträger in der Kategorie Unterhaltung/Spezial – Innovation für #Varoufake[46]
  - 2017: Preisträger in der Kategorie Unterhaltung – Innovation für #verafake und die Einspielerschleife aus der Sendung vom 6. April 2016[47]
  - 2018: Preisträger in der Kategorie Unterhaltung für Eier aus Stahl – Max Giesinger und die deutsche Industriemusik[48]
  - 2019: Preisträger in der Kategorie Unterhaltung für Lass dich überwachen! Die PRISM IS A DANCER Show
  - 2020: Nominierung in der Kategorie Unterhaltung für Eier aus Stahl: Prinz Georg Friedrich von Preußen[49]
- Deutscher Comedypreis
  - 2014: Nominierung in der Kategorie Beste Comedyshow[50]
  - 2015: Nominierung in der Kategorie Beste Personality-Show[51]
  - 2016: Nominierung in der Kategorie Beste Satire-Show
  - 2018: Nominierung in der Kategorie Beste Innovation[52]
  - 2019: Preisträger in der Kategorie Beste Innovation[53]
- Deutscher Fernsehpreis
  - 2016: Preisträger in der Kategorie Beste Unterhaltung Late Night
  - 2017: Preisträger in der Kategorie Beste Unterhaltung Late Night
  - 2018: Nominierung in der Kategorie Beste Unterhaltung Late Night
- Quotenmeter-Fernsehpreis
  - 2014: Preisträger in der Kategorie Beste Titelmusik
  - 2014: Nominierung in der Kategorie Beste Show mit einer Laufzeit von maximal einer Stunde
  - 2014: Nominierung in der Kategorie Bestes Main-Title/On-Air-Design
  - 2015: Preisträger in der Kategorie Beste Titelmusik
  - 2015: Preisträger in der Kategorie Beste Show mit einer Laufzeit von maximal einer Stunde
  - 2016: Preisträger in der Kategorie Beste Show mit einer Laufzeit von maximal einer Stunde[54]
  - 2016: Preisträger in der Kategorie Bester Moderator für Jan Böhmermann[54]
  - 2017: Preisträger in der Kategorie Beste Show mit einer Laufzeit von maximal einer Stunde
  - 2017: Preisträger in der Kategorie Bester Moderator für Jan Böhmermann
- Deutscher Computerspielpreis
  - 2016: Nominierung in der Kategorie Beste Inszenierung für Das Neo Magazin Game Royale – Jäger der verlorenen Glatze[55]
- Goldene Kamera
  - 2017: Nominierung in der Publikumswahl Beliebteste Satire-Show
  - Goldene Kamera Digital Award 2017: Preisträger in der Kategorie #ViralerClip für BE DEUTSCH
- Deutscher Webvideopreis
  - 2016: Nominierung in der Kategorie Best Video of the Year für das Musikvideo von Ich hab Polizei
  - 2017: Preisträger in der Kategorie Comedy für das Video Every Second Counts[56]
- Preis für Popkultur
  - 2017: Preisträger in der Kategorie Schönste Geschichte (Eier aus Stahl, Max Giesinger & die deutsche Industriemusik)
- Romy:
  - 2019: Preisträger in der Kategorie Beste Programm-Idee für Lass dich überwachen! Die PRISM IS A DANCER Show[57]

Aufgrund dieser Sendung wurde Jan Böhmermann von der GQ zum wichtigsten Meinungsmacher Deutschlands gekürt. 2015 belegte das Neo Magazin Royale den zehnten Rang der in Deutschland am meisten im Social Media kommentierten Fernsehsendungen.